# Accompagnement social
L'accompagnement social est une modalité d'intervention sociale qui s'est développée à la fin du XXe siècle.
Traditionnellement, l'intervention sociale consistait à prendre en charge une personne de manière très étendue en institution (établissements spécialisés). Dans ce cas, des personnes sont regroupées, éventuellement vivent, dans un lieu conçu pour les accueillir, en fonction de leur pathologie handicap mental, psychique, physique, désinsertion sociale majeure.
Cette institutionnalisation a été très critiquée, car elle produisait à la fois une relégation et la chronicité des pathologies.
Cette critique a rencontré à partir de l'année 1975 (plan Barre : pacte pour l'emploi), la volonté politique de réduire les coûts de cette institutionnalisation.
L'État et les conseils généraux tendent à diminuer cette approche institutionnelle pour y substituer une approche qu'on qualifiera de « service ». Les personnes bénéficient d'une aide ponctuelle, limitée. Elles vivent dans leur milieu social et bénéficient d'une intervention uniquement pour ce qui relève de leur difficulté socialement identifiée et reconnue (exemple : jeune en difficulté d'insertion), et non pas de tous leurs actes de la vie sociale et quotidienne.
L'évolution de la psychiatrie est un bon exemple. On passe d'une prise en charge globale, dans des institutions (cliniques, hôpitaux), à des « prestations » ponctuelles, en journée, dans des services en ville (CMP, CATTP, etc.). C'est la « désinstitutionnalisation » qui constitue la disparition progressive des institutions disciplinaires.
Le modèle de l'accompagnement social s'est fortement développé avec la mise en place du RMI (revenu minimum d'insertion) aujourd'hui remplacé par le RSA (revenu de solidarité active).
Cette extension a conduit à élargir le champ de l'intervention sociale à des publics bien plus larges que ceux que le travail social traditionnel prenait en charge, notamment en direction des chômeurs en fin de droits ou radiés de l'ANPE (Pôle Emploi).
Cela revient à dire que l'accompagnement social du RMI ou du RSA conduit à considérer le chômage de très longue durée comme une pathologie et non comme un phénomène sociétal lié à la fin du plein emploi depuis le milieu des années 1970.
Un dispositif, élaboré et expérimenté depuis mars 2020 dans une région métropolitaine, propose d’intégrer l’accompagnement social dans la formation, offrant une approche multidimensionnelle et individualisée pour les personnes considérées comme « éloignées de l’emploi ». Ce dispositif, appelé "Prépa rebond" est né d’un pacte régional d’investissement dans les compétences (PRIC). Il vise à résoudre ces difficultés en introduisant un volet social aux programmes de formation, minimisant ainsi les ruptures et les obstacles habituellement propices aux abandons. Une étude qualitative du Céreq, publiée en janvier 2024 fournit de premiers enseignements sur la mise en œuvre. L’analyse souligne que l’accompagnement social intégré est essentiel. L’étude pointe également que son succès dépend de conditions spécifiques telles que la stabilité des emplois des intervenants au sein des organismes de formation, la complémentarité des fonctions, et la bonne coordination des actions d’accompagnement tant en interne qu’en externe des organismes de formation.
L'accompagnement social conduit à une atomisation de la prise en charge, ce qui complique la réinsertion des publics les plus fragiles. La personne devant s'adresser à plusieurs guichets en fonction de ses différentes problématiques (emploi, santé, logement, surendettement…)
D'autre part lors de l'évaluation initiale, l'ensemble de la situation sociale et la problématique exacte ne sont pas toujours bien analysés ou connus par le travailleur social (souvent en CHRS, centre d'hébergement et réadaptation sociale, face aux problématiques de santé ou de surendettement) ce qui conduit à l'échec de l'accompagnement. Dans cette situation la personne est renvoyée vers ses difficultés initiales et même poursuit son tour de France des CHRS et centres d'accueil d'urgence.
La FNARS (Fédération nationale des associations de réinsertion sociale) vient de publier  
un livre blanc dans lequel elle préconise pour pallier cette atomisation, un accompagnement plus global des personnes qu'elle accompagne (SDF ou hébergement précaire en CHRS et hôtel social).

## Contrat
Parmi les éléments qui permettent d'y voir un changement social important, on peut noter l'apparition, dans le cadre de cet accompagnement, du contrat. Un contrat est signé entre le « prescripteur » et l'usager. Ce contrat, obligation légale, existe dans les institutions en activité.
Les conditions de définition de l'accompagnement social par le contrat, appelé ici contrat de séjour, sont précisément définies par les textes depuis la Loi no 2002-2 du 2 janvier 2002 rénovant l'action sociale et médico-sociale. Dans ce champ, le recours au contrat traduit un changement de paradigme inspiré par la théorie de l'agence et le new public management qui transforme l'usager en client-consommateur de prestations d'intérêt collectif.
Le contrat est pour partie une fiction juridique comment les parties peuvent-elle négocier librement ? C'est-à-dire comment le bénéficiaire, face au conseiller en insertion ou face au travailleur social a son libre arbitre ?
Le contrat n'est pas de l'ordre du don au sens de Marcel Mauss, c'est-à-dire que le don implique l'échange égalitaire, le contre don.
Le bénéficiaire échange une obligation de résultat voire une obligation de justifier sa volonté d'insertion, contre une obligation de moyens, c'est-à-dire que le prestataire s'engage seulement à fournir une prestation dont le résultat ne dépend pas du prestataire, travailleur social, mais bien du bénéficiaire. On voit bien, ici que l'échange n'est pas égalitaire.
C'est ici une des critiques majeures que l'on peut faire à l'accompagnement social.
L'individualisation de la prise en charge que provoque l'accompagnement et surtout la mise en place du contrat conduit au risque de faire d'un phénomène sociétal une pathologie (exemple le chômage de très longue durée), les personnes fragilisées par leur situation sociale intériorisant comme une pathologie leur situation et surtout leur échec à réaliser leur contrat d'insertion.

## Colloques
"L'usager-citoyen : affirmer ses droits dans les établissements et services", colloque organisé par le Conseil général du Finistère à Brest le 18 décembre 2012 à l'occasion du dixième anniversaire de la loi no 2002-2 rénovant l'action sociale et médico-sociale : http://www.vo-live.fr/vod/u2sS8fp.html

## Source
- Cet article est partiellement ou en totalité issu du site plabbe.wordpress.com, le texte ayant été placé par l’auteur ou le responsable de publication sous la licence de documentation libre GNU ou une licence compatible.